# Dorji Choden (Politikerin)
Aum Dorji Choden (bhutanisch རྡོ་རྗེ་ཆོས་ལྡན, geb. 5. Dezember 1960) ist eine bhutanesische Politikerin. Sie war von 2013 bis 2018 Ministerin für Arbeit und menschliche Ansiedlung (ཞབས་ཏོག་ལྷན་ཁག།), wodurch sie die erste weibliche Ministerin in einem Kabinett von Bhutan wurde.

## Leben
Sie erhielt ihre Schulbildung in Bhutan und erwarb einen Bachelor in Civil Engineering am Birla Institute of Technology in Ranchi, Jharkhand, Indien. Sie hat auch einen Master in Public Administration der Syracuse University, New York, Vereinigte Staaten.

### Karriere
Choden arbeitete zunächst als Assistant Engineer im Public Works Department, damit war sie die erste weibliche Ingenieurin von Bhutan. Später war sie Chief of the Public Health Engineering Division von Bhutan. Im Januar 2000 wurde sie Direktorin der Standard and Quality Control Authority. Im Januar 2006 wurde sie als Commissioner (Kommissarin) der Antikorruptionskommission von Bhutan ernannt, einer eigenständigen Behörde, die erst in diesem Jahr gegründet worden war.
Während ihrer Amtszeit war sie Ansprechpartnerin für Genderfragen auf nationaler, regionaler und internationaler Ebene. 2008 wandelte sich Bhutan von einer reinen Monarchie zu einer Konstitutionellen Monarchie. Um als Kandidatin an der ersten Parlamentswahl teilnehmen zu können, trat sie von der Antikorruptionskommission zurück, da es die Verfassung von Bhutan Beamten nicht erlaubt, an Wahlen teilzunehmen. Sie erlitt bei diesen Wahlen eine Niederlage. 2009 arbeitete sie als Assistant Resident Representative der Vereinten Nationen zur Erreichung der Armuts- und Millenniums-Entwicklungsziele, wo sie bis 2012 das Armuts-Portfolio betreute und sich gegen Jugendarbeitslosigkeit und für die Ertüchtigung von Frauen einsetzte.

### Politik
2008 schloss sie sich der Volksdemokratischen Partei (མི་སེར་དམངས་གཙོའི་ཚོགས་པ, PDP) an, der ersten registrierten politischen Partei in Bhutan und trat als Kandidatin an für den Wahlkreis Thrimshing in Trashigang. Sie erlebte erneut eine Niederlage und verließ die Politik zeitweise um für die Vereinten Nationen zu arbeiten.
2012 hörte sie bei der UN auf und schloss sich der neugebildeten Partei Druk Nyamrup Tshogpa (འབྲུག་མཉམ་རུབ་ཚོགས་པ, DNT) an. Sie wurde Präsidentin der DNT, womit sie zusammen mit Lily Wangchuk, der Präsidentin der Druk Chirwang Tshogpa (འབྲུག་སྤྱིར་དབང་ཚོགས་པ), zu den ersten beiden Frauen gehörte, die eine Partei in Bhutan führten. In den Vorwahlen am 31. Mai 2013 gewann sie überragend in ihrem Wahlkreis, ihre Partei dagegen hatte keinen Erfolg. Nur die PDP und die Druk Phuensum Tshogpa (འབྲུག་ཕུན་སུམ་ཚོགས་པ) nahmen an den Hauptwahlen teil und gewannen so auch die Mehrheit der Stimmen in den Vorwahlen.
An diesem Punkt schloss Choden sich auf deren Einladung hin erneut der PDP an. Die Verfassung von Bhutan erlaubt allerdings keine Koalitionsregierung und Choden wurde vorgeworfen eine Koalition mit der PDP einzugehen. Da Choden vorher Präsidentin der DNT gewesen war, meinten viele Menschen, dass dieses Verlassen ihrer eigenen Partei und das Anschließen an die Siegerpartei ein Zeichen für Machthunger war. Trotz der Kritik schloss sie sich der PDP an und gewann später einen Sitz in den Wahlen am 13. Juli 2013. Die Partei wählte sie als Ministerin für das Ministerium für Arbeit und menschliche Ansiedlung, wodurch sie die erste weibliche Ministerin in Bhutan wurde.
Sie erfuhr Kontroversen, nachdem sie in den Medien eine Erklärung zur Geschlechterdiskriminierung in Bhutan abgegeben hatte, und eine kritische Website publizierte einen Artikel, welcher ihr Statement angriff. Neben ihrem Amt als Ministerin war sie auch Vorsitzende der Nationalen Kommission für Frauen und Kinder und Vorsitzende der Bhutan Education City.
Im Oktober 2023 beschloss die Generalstaatsanwaltschaft keine förmliche Anklage gegen Choden zu erheben, da diese in gutem Glauben die direkte Vergabe staatlichen Geldern für den Autobahnbau veranlasst habe. Eine Anti-Korruptionskommission hatte zu vor schwere Vorwürfe gegen drei ehemalige Regierungsmitglieder erhoben.
Als Vizepräsidentin der PDP forderte Choden vor den Parlamentswahlen von 2024 ein Konjunkturprogramm für die Ankurbelung der Wirtschaft.
Bei der Parlamentswahl im Januar 2024 verlor Choden ihren Wahlkreis denkbar knapp mit einem Unterschied von 237 Stimmen.

## Ehrungen
- Der Königliche Rote Schal (16. April 2016).[18]